# 東部聯盟 (NHL)
國家冰球聯盟現今的分區根基於 1998-1999 球季，聯盟重整新增兩個分區變成六個分區；而各分區現有的隊伍編排則是由於2011年處於原東南分區的亞特蘭大鶇鳥隊遷移到加拿大曼尼托巴省溫尼伯市並從新命名溫尼伯噴射機隊，引發了聯盟關於從新調整分區的討論。為了讓球隊所在的分區和其所在的時區匹配，減少球隊在分區內比賽所需要的旅行花費，以及方便球迷看球的時間，聯盟決定從2013-2014賽季起，將30個球隊從新劃分成四個分區。東部聯盟兩個分區各8個隊，分别为大西洋分区和大都会分区。

分區調整後的國家冰球聯盟球隊所在位置

現時隸屬东部联盟的球隊分別是：
- 大西洋分區
  - 波士頓棕熊
  - 布法羅軍刀
  - 底特律紅翼
  - 佛羅里達美洲豹
  - 蒙特利爾加拿大人
  - 渥太華參議員
  - 坦帕灣閃電
  - 多倫多楓葉
- 大都会分区
  - 卡羅來納颶風(从東部联盟東南分區划入)
  - 哥倫布藍衣(从西部联盟中央分區划入)
  - 新澤西魔鬼（从東部联盟大西洋分區划入）
  - 紐約島人（从東部联盟大西洋分區划入）
  - 紐約遊騎兵（从東部联盟大西洋分區划入）
  - 費城飛人（从東部联盟大西洋分區划入）
  - 匹茲堡企鵝（从東部联盟大西洋分區划入）
  - 華盛頓首都(从東部联盟東南分區划入)